# Comité de l'emploi
Le Comité de l'emploi joue un rôle dans la mise en œuvre de la stratégie européenne pour l’emploi. il a été institué par le TFUE et a officiellement vu le jour par une décision du Conseil européen en janvier 2000. Le comité prépare tous les ans les débats du Conseil relatifs à l'emploi de façon à définir les directives ainsi que le rapport conjoint sur l’emploi et les recommandations sur la mise en œuvre des politiques des États.
Ce comité possède deux sous-groupes, le groupe qui assiste le comité pour promouvoir la coordination entre États membres dans le domaine des politiques de l’emploi et du marché du travail le groupe sur les indicateurs qui assiste le comité pour le choix et la mise au point des indicateurs nécessaires au suivi des directives.